# Diócesis de Juneau
La diócesis de Juneau (en latín: Dioecesis Junellensis y en inglés: Roman Catholic Diocese of Juneau) fue una circunscripción eclesiástica de la Iglesia católica en Estados Unidos. Se trataba de una diócesis latina, sufragánea de la arquidiócesis de Anchorage. Fue suprimida el 19 de mayo de 2020.

## Territorio y organización

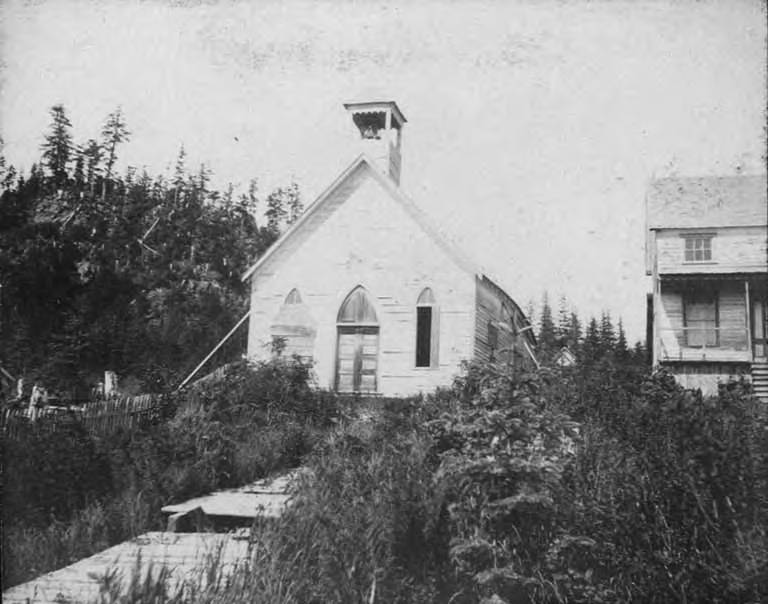
Iglesia Santa Rosa de Lima, en Wrangell, es la parroquia católica más antigua del estado. La iglesia original estuvo en pie entre 1879 y 1898 y fue reconstruida en 1908

La diócesis tenía 97 258 km² y extendía su jurisdicción sobre los fieles católicos de rito latino residentes en el extremo sureste del estado de Alaska al este del meridiano 141° este, que hacia el norte porta el límite con Canadá, comprendiendo las ciudades y sus distritos de Juneau, Sitka y parte de Yakutat, además de los borough de Haines, Skagway-Hoonah-Angoon, Wrangell-Petersburg, Prince of Wales - Outer Ketchikan y Ketchikan Gateway.
La sede de la diócesis se encontraba en la ciudad de Juneau, en donde su catedral era la actual Concatedral de la Natividad de la Santísima Virgen María de la arquidiócesis de Anchorage-Juneau.
En 2016 en la diócesis existían 9 parroquias:
Parroquias, misiones y santuarios
- Sagrado Corazón, Hoonah
- Sagrado Corazón, Haines
- Catedral de la Natividad, Juneau
- San Pedro de los Apóstoles, Juneau
- Parroquia del Santísimo Nombre, Ketchikan
- Santa Catalina de Siena, Petersburg
- St John by the Sea, Klawock (isla del Príncipe de Gales)
- San Gregorio de Nazianzen, Sitka
- Santa Teresa, Skagway
- Santa Rosa de Lima, Wrangell (parroquia católica más antigua de Alaska)
- Santa Ana, Yakutat
- Santa Familia, Gustavus (misión)
- El Santuario de Santa Teresa, Juneau (santuario y misión)
- Santa Familia, Metlakatla (misión)
- Body of Christ, Pelican (misión)
- Capilla de San Francisco, Tenakee Springs (misión)

## Historia
La diócesis de Juneau fue erigida el 23 de junio de 1951 mediante la bula Evangelii Praeconum del papa Pío XII, obteniendo el territorio del vicariato apostólico de Alaska (hoy diócesis de Fairbanks).
El 22 de enero de 1966 cedió una porción de su territorio para la erección de la arquidiócesis de Anchorage mediante la bula Quam verae del papa Pablo VI, pasando a la vez a ser su sufragánea.
El 7 de junio de 2019 el obispo Andrew Eugene Bellisario fue nombrado administrador apostólico de la arquidiócesis de Anchorage. El 19 de mayo de 2020 la arquidiócesis de Anchorage y la diócesis de Juneau fueron unidas por el papa Francisco mediante la bula Demandatum nobis; la nueva circunscripción eclesiástica tomó el nombre de arquidiócesis de Anchorage-Juneau.

## Estadísticas
Según el Anuario Pontificio 2021 la arquidiócesis tenía a fines de 2020 un total de 55 297 fieles bautizados.
| Año                                                                             | Población            | Población | Población      | Sacerdotes | Sacerdotes    | Sacerdotes    | Bautizados por sacerdote | Diáconos permanentes | Religiosos | Religiosos | Parroquias |
| Año                                                                             | Bautizados católicos | Total     | % de católicos | Total      | Clero secular | Clero regular | Bautizados por sacerdote | Diáconos permanentes | Varones    | Mujeres    | Parroquias |
| ------------------------------------------------------------------------------- | -------------------- | --------- | -------------- | ---------- | ------------- | ------------- | ------------------------ | -------------------- | ---------- | ---------- | ---------- |
| 1966                                                                            | 3000                 | 40 000    | 7.5            | 8          | 4             | 4             | 375                      |                      |            | 20         | 5          |
| 1968                                                                            | 3200                 | 45 000    | 7.1            | 9          | 6             | 3             | 355                      |                      | 3          | 10         | 6          |
| 1976                                                                            | 4800                 | 43 000    | 11.2           | 12         | 8             | 4             | 400                      |                      | 4          | 26         | 9          |
| 1980                                                                            | 5272                 | 54 400    | 9.7            | 10         | 9             | 1             | 527                      | 7                    | 1          | 14         | 9          |
| 1990                                                                            | 6785                 | 66 980    | 10.1           | 11         | 8             | 3             | 616                      | 9                    | 3          | 11         | 11         |
| 1999                                                                            | 6043                 | 74 285    | 8.1            | 18         | 14            | 4             | 335                      | 5                    |            | 6          | 10         |
| 2000                                                                            | 6049                 | 73 302    | 8.3            | 11         | 7             | 4             | 549                      | 5                    | 4          | 7          | 10         |
| 2001                                                                            | 5453                 | 73 302    | 7.4            | 8          | 6             | 2             | 681                      | 5                    | 2          | 7          | 10         |
| 2002                                                                            | 6250                 | 73 302    | 8.5            | 10         | 7             | 3             | 625                      | 5                    | 3          | 6          | 11         |
| 2003                                                                            | 6318                 | 72 108    | 8.8            | 12         | 10            | 2             | 526                      | 4                    | 2          | 4          | 11         |
| 2004                                                                            | 5366                 | 72 108    | 7.4            | 11         | 9             | 2             | 487                      | 3                    | 2          | 4          | 11         |
| 2006                                                                            | 7350                 | 71 970    | 10.2           | 9          | 7             | 2             | 816                      | 3                    | 2          | 4          | 11         |
| 2011                                                                            | 10 220               | 76 500    | 13.4           | 8          | 6             | 2             | 1277                     |                      | 2          | 3          | 9          |
| 2013                                                                            | 10 400               | 77 900    | 13.4           | 10         | 8             | 2             | 1040                     | 3                    | 2          | 3          | 9          |
| 2016                                                                            | 10 574               | 79 557    | 13.3           | 9          | 7             | 2             | 1174                     | 6                    | 2          | 3          | 9          |
| Fuente: Catholic-Hierarchy, que a su vez toma los datos del Anuario Pontificio. |                      |           |                |            |               |               |                          |                      |            |            |            |

## Episcopologio
- Robert Dermot O'Flanagan † (9 de julio de 1951-19 de junio de 1968 renunció[nota 1])
- Francis Thomas Hurley † (20 de julio de 1971-4 de mayo de 1976 nombrado arzobispo de Anchorage)
- Michael Hughes Kenny † (22 de marzo de 1979-19 de febrero de 1995 falleció)
- Michael William Warfel (19 de noviembre de 1996-20 de noviembre de 2007 nombrado obispo de Great Falls-Billings)[nota 2]
- Edward James Burns (19 de enero de 2009-13 de diciembre de 2016 nombrado obispo de Dallas)
- Andrew Eugene Bellisario, C.M. (11 de julio de 2017-19 de mayo de 2020 nombrado arzobispo de Anchorage-Juneau)